# Mountain Wilderness
Mountain Wilderness (MW) è un'organizzazione internazionale fondata nell'autunno del 1987 da un gruppo di alpinisti di ogni parte del mondo riuniti su sollecitazione del Club Alpino Accademico Italiano e della Fondazione Sella per individuare e definire le strategie di contrasto alla progressiva degradazione delle montagne del mondo e degli ultimi grandi spazi deserti.

## Descrizione
In quella occasione è stato approvato il documento Le Tesi di Biella  in cui è sancita la costituzione di un movimento organizzato di carattere internazionale, cui viene dato il nome Mountain Wilderness – alpinisti di tutto il mondo in difesa della montagna.
Mountain Wilderness è nata per difendere l'ambiente montano fisico e il patrimonio di esperienze che in esso è possibile vivere, per salvaguardare i grandi spazi incontaminati.
L'Associazione è presente in Italia, Francia, Spagna, Svizzera, Slovenia, Germania, Belgio, Pakistan, e Stati Uniti. Annovera tra i soci fondatori ed i garanti alcuni dei più famosi alpinisti del mondo.
Principali iniziative:
- manifestazioni annuali per la costituzione del Parco Internazionale del Monte Bianco (Italia, Francia e Svizzera)
- iniziative per l'istituzione di aree protette (Gran Sasso/Laga, Alpi Apuane e Gennargentu)
- progetto PEACE (Parco Europeo delle Alpi Centrali)
- collaborazioni con Parchi già istituiti
- azioni di contrasto contro i progetti funiviari della Forcella Palantina al Cansiglio, del Monte Olimpo in Grecia, dei Picos de Europa in Spagna, del Glacier de Chavière nel Parco nazionale della Vanoise in Francia
- impegno a difesa dell'integrità della Marmolada
- impegno  per il rispetto dei codici di autoregolamentazione riguardanti i rifugi e le vie ferrate, con l'applicazione di norme sulla gestione delle strutture idonee e la dismissione di quelle inutili o pericolose
- richiesta di chiusura di strade carrozzabili in montagna, (vedi Colle del Nivolet, alle Tre Cime di Lavaredo e Val Genova)
- organizzazione della spedizione ecologica in soccorso delle grandi montagne extraeuropee, "Operazione FREE K2" che ha portato a termine la riqualificazione ambientale della seconda vetta del pianeta, liberandone il campo base e le pendici del monte da tonnellate di rifiuti e corde fisse abbandonate dalle spedizioni. Da questa spedizione è stato tratto un documentario dal titolo FREE K2 trasmesso dalla RAI negli anni '90 per la regia di Alessandro Ojetti con la colonna sonora di John Sposito dalla quale ne è stato tratto un Compact Disc prodotto dalla Prestige Records London attualmente in vendita su iTunes
- presentazione di una proposta di legge contro l'eliscì, e richiesta di norme precise per la regolamentazione dell'uso delle motoslitte e dei veicoli fuoristrada
- collaborazione con governi di Pakistan e India per l'organizzazione di corsi di alpinismo ecologico
- studio di un progetto di sviluppo per le Ande compatibile con le caratteristiche ambientali e culturali dei luoghi
- missione Oxus in Afghanistan, per riaprire il turismo alpinistico
- impegno nella difesa delle Alpi Apuane dalle cave di marmo[3].

L'attività di informazione di MW avviene con: proiezioni, convegni, pubblicazioni, campagne stampa.